# Нотт, Джон Фредерик
Нотт, Фредерик Джон (англ. John Frederick Knott; 9 декабря 1938, Бристоль — 5 октября 2017) — английский ученый, ведущий эксперт в области материалов, их конструкционной прочности и механического разрушения. В частности, он специализировался на материалах, применяемых в ядерной энергетике и производстве авиационных двигателей. Он сделал значительный вклад в количественное описание процессов механического разрушения в металлах и сплавах. Является автором широко используемого учебника «Основы механики разрушения».

## Ранние годы и образование
Джон Нотт родился в Бристоле 9 декабря 1938 года. Его отец Фред работал региональным менеджером кооператива, мать Маргарет (урожденная Чесни) – в универмаге. С 1949 по 1956 году он учился в школе при больнице королевы Елизаветы в Бристоле. Джон проявлял глубокий интерес к учебе и имел высокие достижения в области математики, физики и химии. Впоследствии Джон стал изучать металлургию в университете Шеффилда при поддержке Государственной стипендии.
В 1959 году он окончил университет, получив диплом с отличием и медали Mappin и Nesthill. Он приобрел отличные знания в области металлургии, который заложил основы для глубокого интереса к изучению стали. Джон Нотт всегда высоко ценил этот университет и особенно гордился полученной полвека спустя почетной степенью именно в университете Шеффилда. Далее Джон поступил в Кембриджский университет, где проводил исследования на тему деформации и разрушения стали под руководством А. Х. Коттрелла (позже сэр Алан, член Королевского общества с 1955 г.). По результатам проведенных работ ему была присвоена ученая степень доктора наук.

## Первые исследования и начало карьеры
Докторская диссертация Джона была посвящена теме «Эффекты надреза при деформации и разрушении мягкой стали». В рамках этой работы он выявил закономерности пластической текучести в образцах стали с высоким содержание азота с надрезом, полированных и подвергшихся травлению реагентом Фрая.
После защиты докторской диссертации в 1962 году Джон был приглашен на работу Тедом Смитом (член Королевского общества с 1996 года) в недавно созданное подразделение Металлургической инженерии в Центральных исследовательских лабораториях электроэнергии в Лезерхеде. Здесь Джон Нотт совместно с другими сотрудниками занимался изучением всего спектра возможных режимов разрушения, особенно механизмов перелома в мягкой стали и легированной стали, которые использовались для дисков турбин низкого давления. Однако по соображениям безопасности и соблюдения коммерческой тайны, результаты работы мало публиковались в открытой литературе, а основные достижения изложены в конфиденциальных внутренних отчетах компании.

## Академическая карьера
В 1967 году Джон был назначен лектором на Кафедре металлургии в Кембриджском
университете и в 1981 году был назначен вторым по старшинству преподавателем университета после профессора - читателем. В 1967 году он начал преподавательскую и исследовательскую деятельность в новом Черчилль-колледже. С 1967 по 1990 гг. он являлся членом Голдсмитского общества, лектором и руководителем исследовательской работы в области металлургии и материаловедения в Черчилль-колледже, а с 1988 по 1990 гг. – вице-мастером.

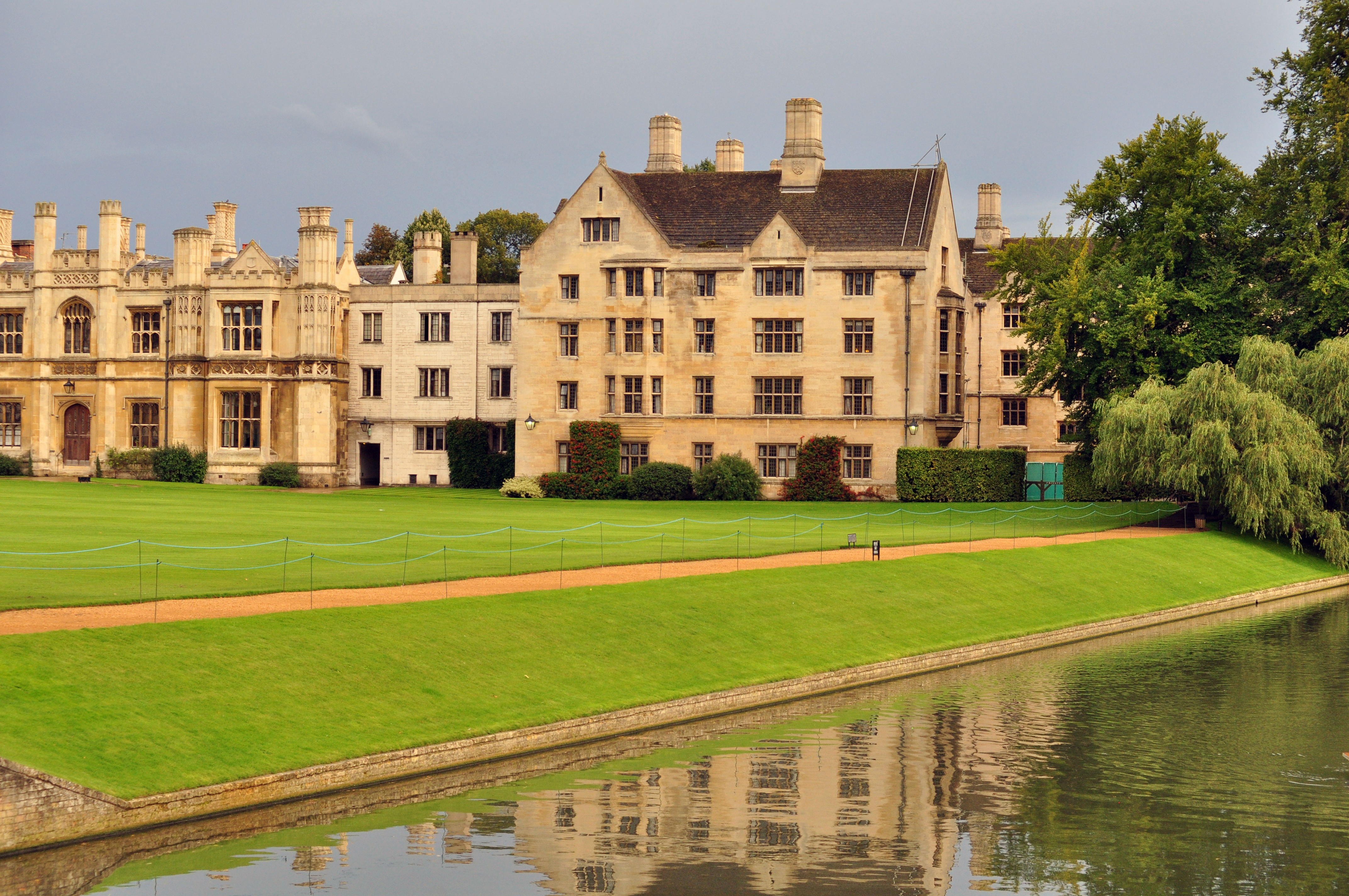
Кембридж

В течение этого времени Джон приобрел высокую международную репутацию, привлек многих выдающихся исследователей и студентов в Кембридж и в Черчилль-колледж. Джон проявил себя превосходным научным руководителем: многим его ученикам были присвоены научные стипендии в Черчилле и других колледжах.
В 1990 году Джон был назначен главой Кафедры металлургии и материалов и профессором металлургии и материалов в Университете Бирмингема. Джон успешно руководил кафедрой, что подтверждено высоким показателем в английской системе оценки качества исследований RAE (Research Assessment Exercise) в 1992 году. С 1995 по 1998 гг. был деканом Инженерного факультета в университете Бирмингема.
После этого он вернулся на Кафедру металлургии и материалов, продолжив академическую и преподавательскую деятельность. В 1996 году он был избран профессором Кафедры и сохранял это звание до 2009 года. В этот период в Бирмингеме Джон внес внушительный вклад в развитие ряда престижных и национальных комитетов в Великобритании.
За свою академическую карьеру Джон руководил 72 докторантами PhD / EngD (52 в Кембридже и 20 в Бирмингеме) и опубликовал более 355 работ по аспектам поведения, разрушения и структурной целостности материалов в журналах или на конференциях.

## Научная деятельность
Особую значимость имела ранняя публикация его книги «Основы механики разрушения» (Fundamentals of Fracture Mechanics) в 1973 году. Книга была признана классическим вводным учебником по базовой механике разрушения, которая впоследствии была дополнена специальными разделами с примерами расчетов механики разрушения: первый был написан в соавторстве с Эллиотом, а второй – с Уити.
В 1970-х гг. в соавторстве со своими учениками Р. Ричи и Дж. Райсом (член Лондонского королевского общества по развитию знаний о природе с 2017 года) Джон подготовил серию из восьми работ по аспектам вязкости разрушения и роста усталостных трещин в алюминиевых сплавах и различных типах малопрочной стали. Их статья о связи между критическим напряжением растяжения и трещиностойкостью стала классической в механике разрушения и оставалась основой моделирования разрушения скола на протяжении многих лет.
Не менее значимые результаты Джон Нотт получил при совместной работе с другим своим студентом Д. А. Карри. Серия их исследований была посвящена изучению взаимосвязи между микроструктурой и напряжением разрушения при расщеплении в ферритных сталях. В первой их совместной работе было рассмотрено, как взаимосвязь между напряжением разрушения при разрушении и вязкостью разрушения варьировалась в зависимости от размера зерна в мягких сталях, и было показано, что вязкость разрушения связана с вязкостью разрушения при разрушении микроструктурным расстоянием. Во второй из этих работ  было показано, что существует общая взаимосвязь между размером зерна феррита и размером наибольшей частицы карбида в мягких сталях, просто охлаждаемых от температуры аустенизации, что объясняет причину зависимости критического размера зерна от критического напряжения разрушения скола. В третьей статье с Карри о разрушении в закаленных и отпущенных сталях было показано, что существует статистическая конкуренция между различными потенциальными ядрами трещины перед вершиной трещины. Они получили статистическую модель для оценки вязкости разрушения таких сталей с частицами сфероидального карбида, основываясь на знании распределения радиуса частиц карбида и показали, что это хорошо согласуется с экспериментальными наблюдениями.
В дальнейшем Джон Нотт активно сотрудничал с Ричардом Веком (член Королевского общества с 1975 года), директор по исследованиям тогдашней Британской исследовательской ассоциации сварщиков в Грейт-Абингтоне под Кембриджем (BWRA, ныне Институт сварки, TWI). Джон был назначен научным руководителем докторантов-сотрудников BWRA. Среди первых из них был Р. Э. Долби, начавший в 1968 г. исследования по зонам термического влияния в закаленных и отпущенных сталях, и Д. Дж. Виджери, который, начиная с 1969 года, вел исследования по ударной вязкости металлов шва. В 1973 году, по результатам совместной работы, Джон Нотт и Ричард Долби получили премию Института железа и стали им. Пфейля.
В 1980-х гг. Джон Нотт плодотворно сотрудничал с Дж. Э. Кинг (ныне баронесса Браун, член Королевского общества с 2017 года). Их исследования были посвящены влиянию длины трещины и формы трещины на вязкость разрушения в высокопрочной стали - было установлено, что полуэллиптические поверхностные дефекты приводят к увеличению вязкости разрушения примерно на 25% выше, чем через толщины трещин. Кроме того, ими были объяснены причины значительного снижения пластичности в низколегированной стали из-за хрупкости в связи с ослаблением границ раздела карбид / матрица из-за присутствия сегрегированных примесных элементов. В другом исследовании, проведенном Кинг и Ноттом, были объяснены причины значительного снижения пластичности в низколегированной стали из-за хрупкости в связи с ослаблением границ раздела карбид / матрица из-за присутствия сегрегированных примесных элементов.
В 1980-х гг. совместно К. А. Хиппсли и Б. С. Эдвардсом Джон Нотт занимался проблемами рельефного растрескивания в зонах термического влияния сварных швов в хром-молибденовых сталях для высокотемпературных применений. Серия из семи работ с Хиппсли и другими соавторами была посвящена влиянию примесных элементов на растрескивание и хрупкость сталей,  в частности влиянию наличия фосфора в сталях состава 2 ¼ Cr / 1 Mo. Исследования микромеханизмов разрушения шва в С-Mn-содержащих металлах были проведены Джоном Ноттом совместно Дж. Х. Твидом. В первой из этих работ рассматривалось влияние разогрева до температур 900 °С и 1250 °С с использованием техники индукционного нагрева на микроструктуру и механические свойства. Во второй статье они изучали влияние разогрева и температуры предварительного нагрева на микроструктуру и ударную вязкость шва из С-Mn стали. Нотт и Твид установили, что на режимы разрушения (на расщепление и микропористую коалесценцию) значительное влияние оказывала неметаллическая включенность металла шва. Они разработали теорию инициирования трещин при расщеплении в металлах сварных швов из стали C-Mn, которые включали начальную пластичность в феррите с межзеренной границей, деформационное растрескивание включений, распространение трещины в ферритовую матрицу при критическом растягивающем напряжении и преимущественном хотя и не исключительном, распространении через зернограничный феррит. Было обнаружено, что различия между восприимчивостью к хрупкому разрушению в сварных и повторно нагретых материалах и разбросом результатов по хрупкой вязкости согласуются с предсказаниями модели.
Дальнейшие исследования влияния микроструктуры на разрушение при расщеплении в сталях, используемых для сосудов с ядерным давлением, были проведены Джоном Ноттом с П. Боуэном и С. Г. Друсом. Они выявили значительные различия в вязкости разрушения в зависимости от микроструктуры. Ими также было установлено, что единственным наиболее важным микроструктурным признаком, контролирующим разрушение при расщеплении в этих условиях термообработки, является распределение карбида по размерам, причем наиболее крупные карбиды в распределении являются наиболее вредными для ударной вязкости. Кроме того, авторы смогли показать, что изменение локального критического напряжения разрушения при расщеплении в зависимости от размера карбида может быть предсказано в первом приближении с помощью модифицированной теории баланса энергии Гриффитса для размеров карбида более 340 нм.
Хотя, в основном, Джона интересовали закономерности, связанные со сталями, он также провел исследование поведения других металлов при разрушении и усталости, например, для алюминия и других цветных сплавов.
Не менее значимой областью научных интересов Джон Нотта являлись исследования по теме разрушения и деформации пластиков и пен.

## Конференции и тематические публикации
Джон Нотт являлся участником многих конференций и автором публикаций по общей области разрушения в тематических выпусках.
Международный конгресс по разрушениям (МКР) является главным международным органом для развития международного сотрудничества между учеными и инженерами, занимающимися вопросами механики и механизмов разрушения, усталости и прочности твердых частиц. Джон Нотт являлся постоянным участником МКР, что способствовало установлению международных связей с другими учеными мира и признанию национальными научными обществами ряда различных стран.
На заседании МКР-4, состоявшемся в Университете Ватерлоо (Канада), в 1977 году, Джон был приглашен выступить с пленарной лекцией на тему "Микромеханизмы разрушения и вязкость разрушения инженерных сплавов".  На период с 1977 по 1981 гг. Джон был избран членом издательского комитета МКР.  Джон Нотт стал почетным членом МКР в 1984 году, был избран президентом МКР на период 1993 – 1997 гг..
Участие Джона в работе TAGSI (техническая консультационная группа по структурной целостности) описано ниже, в разделе, посвященном внешней деятельности и консультационной работе. Порядок работы TAGSI заключался в том, что одна из организаций-спонсоров обращается к группе с просьбой предоставить экспертную консультацию в форме технического доклада по конкретному техническому вопросу, представляющему интерес для этого спонсора. Особое значение в этой серии работ имели публикации, посвященные влиянию облучения на механические свойства сосудов реактора высокого давления из ферритной стали (RPV).
Британский форум по инженерной структурной целостности (FESI) является членской организацией по инженерной структурной целостности (ESI), спонсируемой группой промышленных компаний, и распространяет передовую практику и новые разработки в области ESI среди ученых и практиков в различных отраслях промышленности. Джон был членом совета FESI, а затем членом старшей консультативной группы, и далее – директором FESI в 2011 году. Джон на постоянной основе публиковал  обзорные статьи для бюллетеня FESI, а также выступал с рядом лекций на конференциях FESI, в частности, когда FESI и TAGSI сформировали связи для продвижения совместных конференций. Симпозиум TAGSI-FESI за 2018 год под названием "Структурная целостность и материалы в атомной электростанции", состоявшийся 18 апреля 2018 года, был посвящен памяти профессора Джона Нотта.
В одной из своих последних публикаций Джон опубликовал превосходную обзорную статью под названием "Хрупкое разрушение в структурных сталях" для тематического издания Философских трудов Королевского Общества.

## Внешняя деятельность и консультационная работа
В течение 10 лет Джон был редактором журнала «Наука и технологии».
Знания и опыт Джона пользовались большим спросом у многих технических и консультативных комитетов, в частности, по гражданской и оборонной ядерной энергетики, а также авиационных технологий. Джон Нотт был удостоен Ордена Британской Империи за достижения в области ядерной безопасности в 2004 году.
Джона часто приглашали в качестве независимого советника по гражданской ядерной промышленности. Он был избран в комитет по обеспечению безопасности систем реактора с водой под давлением (LWRSG). Этот комитет фактически пришел к выводу, что системы реакторов с водой под давлением можно сделать безопасными для гражданского производства электроэнергии, при условии, что материалы, производство и системы контроля были приняты во всем мире.
В 1988 году доктор Б. Л. Эйр (член Королевского общества с 2001 г.) высказал предложение различным сторонам в гражданской атомной энергетике о необходимости создания независимого консультативного комитета для предоставления рекомендаций по вопросам структурной целостности для ядерной промышленности, и это привело к созданию TAGSI. Джон был одним из основателей комитета и занимал пост председателя с 2010 по 2017 год.
Джон был членом Консультативного комитета по ядерной безопасности (NuSAC) с 1991 по 2005 год.
В 2002 году Инспекция по ядерным установкам (ныне Управление по ядерному регулированию, ONR) приняла решение о создании Технического консультативного совета по графиту (GTAC). Джон оставался участником этого совета вплоть до своей смерти.
Джон являлся членом группы исследовательских программ Министерства обороны США в отношении атомных силовых установок для подводных лодок с 2002 по 2016 год.
Благодаря опыту выступления в качестве руководителя аспирантов BWRA в Кембриджском университете, его собственным исследованиям в аспектах сварочной металлургии и его обширному вкладу в исследования разрушения, Джон стал членом Исследовательского совета TWI, и он постоянно входил в этот совет с 1989 года.
Авиадвигатели являются примером очень сложных деталей машин, в которых используются сложные материалы, работающие в диапазоне высоких температур и требующие специальных производственных процедур. Роллс-Ройс является одним из трех ведущих мировых производителей и поставщиков авиационных двигателей. В рамках своей стратегии обеспечения соответствия программ исследований и разработок будущим потребностям развития в течение нескольких лет Роллс-Ройз руководил работой ряда консультативных советов с участием небольших групп независимых экспертов для консультирования своего главного директора по технике и технологиям. Джон был приглашен в Консультативный совет по материалам и обработке (позже Консультативный совет по материалам, производству и конструкциям) в 1987 году, и он исполнял обязанности председателя с 2000 года до своего ухода из правления в 2011 году.

## Личная жизнь и досуг
Джон Нотт имел общительный характер и обладал острым чувством юмора, часто устраивал обеды на конференциях со стихами, написанными им о конкретном событии и о других участниках.
Джон был преданным приверженцем традиционного джаза. Его последняя статья в журнале «Материаловедение и технология» называлась «Выход – с тромбонами». В этой статье он сослался на походную мелодию «76 тромбонов» из мюзикла «Музыкальный человек» 1957 года в связи с его 76-летним возрастом, когда он ушел с должности редактора.
Джон был дважды женат: сначала на Крис (женат в 1963 году, развелся в 1986 году), а затем - на Сью (женат в 1990 году), который пережила его. Он имел двух сыновей от первого брака – Уильям (р. 1965) и Эндрю (р. 1966), – и двух пасынков, Пол и Джеймс, от второго брака. Он любил разгадывать кроссворды, и однажды под псевдонимом «Гурман» составил кроссворд для продовольственного журнала, который вел один из его сыновей, настолько трудный, что единственно правильные решения были представлены его женой и другим сыном! Он также был любителем театра, музыки и литературы.
Джон получил травмы в результате двух падений, в 2012 и 2015 годах, второе оставило его полностью парализованным с травмами позвоночника. Хотя он находился в больнице более 28 месяцев, он полностью сохранил свои умственные способности и мог участвовать в технических дискуссиях и публикациях вплоть до своей смерти.

## Награды и отличия
1973 Чугунолитейный институт им. Л. Б. Пфейля, премия по физической металлургии (совместно с Р. Э. Долби)
1978 Институт материалов Розенхайн, медаль за физическую металлургию
1984 Почетный член Международного Конгресса по разрушению
1988 Член Королевской инженерной академии
1990 Член Королевского общества
1992 Почетный профессор Университета Бейхан, Пекин, Китай
1993–97 Президент Международного Конгресса по разрушению
1994 Иностранный член Академии наук Украины
1996 Почетный профессор Сианьского университета Цзяотун, Китай
1999 Институт Материалов, медаль Гриффита
1999 Королевское общество / Королевская инженерная академия, лекция «В двух шагах от катастрофы: наука и разработка структурной целостности»
2002 Симпозиум Дж. Ф. Нотта на осеннем собрании Общества минералов, металлов и материалов (TMS) в Колумбусе, штат Огайо
2003 Иностранный член Национальной академии наук США
2004 Орден Британской империи за заслуги в области ядерной безопасности
2004 Медаль Королевского общества имени Леверхульма за выдающийся вклад в количественное понимание процессов разрушения металлов и сплавов и его технические приложения
2004 Доктор технических наук в Университете Гленгоу
2005 Иностранный член Японского института металлов
2006 Иностранный член Индийской национальной инженерной академии
2006 Мемориальная лекция Хэтфилда, Университет Шеффилда
2007 Медаль службы «Обучение в промышленности» (Training Within Industry)
2009 Платиновая медаль Международной организация по миграции (International Organization for Migration)
2010 Доктор технических наук в Университете Шеффилда
2013 Международный конгресс по разрушению, проходящий раз в 4 года, золотая медаль